# Ernst Heinrich Giese
Ernst Heinrich Giese (* 8. April 1853 in Altena, Westfalen; † 8. Februar 1944 in Halle (Saale)) war ein deutscher Architekt.
Ernst Heinrich Giese war das zwölfte Kind des Wirtes und Metzgers Friedrich Giese und Marie Elisabeth Giese geb. Berkenhoff aus Altena im westfälischen Sauerland.
Ernst Heinrich war der jüngere Bruder von Albert Giese. Als erster Nachweis seiner Tätigkeit wird das Kriegerdenkmal im Wieden in Plettenberg (1879) erwähnt. Danach zog er gemeinsam mit seinem Bruder nach Halle, gründete 1883 mit ihm zusammen das Atelier für Architektur und Kunstgewerbe / Bauausführung und betrieb es bis 1922.
Giese heiratete Marie geb. Petersilie. Er war von 1899 bis 1906 Stadtverordneter in Halle und gehörte von 1904 bis 1912 dem städtischen Bauausschuss an. Ab 1893 war er Mitglied der Freimaurerloge Zu den fünf Türmen am Salzquell. Giese starb 1944 und wurde auf dem Gelände außerhalb der Umfassungsmauern des Stadtgottesackers beigesetzt. Die Grabstelle existiert nicht mehr.

## Bauten und Entwürfe

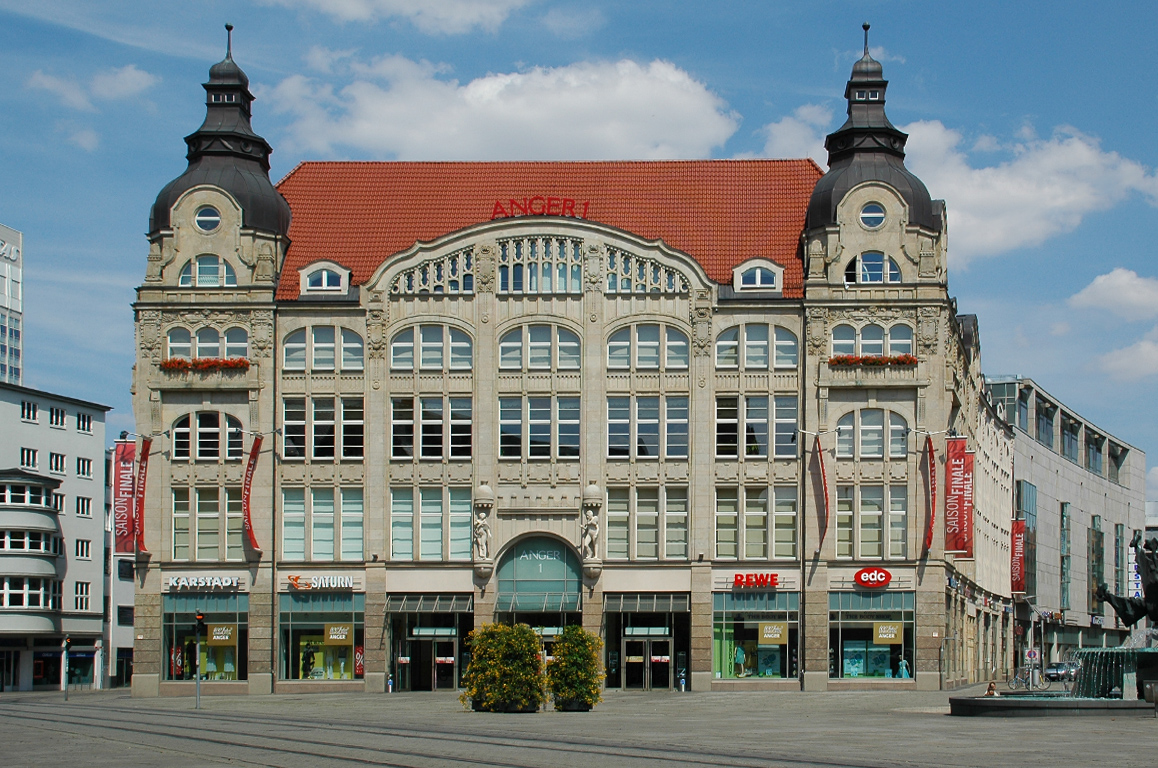
Kaufhaus Römischer Kaiser in Erfurt
1906–1908 von Albert und Ernst Giese

- 1879: Kriegerdenkmal im Wieden in Plettenberg

(Bauten, die später in Zusammenarbeit mit seinem Bruder Albert Giese entstanden sind, werden dort aufgelistet.)

## Weblink
- Mirjam Frank: Halle um 1900. Kaufhausbauten von Albert und Ernst Giese. online-Magazin Kulturfalter, April 2009, zuletzt abgerufen am 4. März 2013